# Новогрудское воеводство (Великое княжество Литовское)
Новогру́дское воево́дство (з.-рус. Новогродское воеводство, Новогородское, Новгородское; лат. Palatinatus Novogrodensis; пол. Województwo nowogródzkie) — административно-территориальная единица в составе Великого княжества Литовского и Речи Посполитой в 1507—1795 годах. Центр — город Новогрудок.

## История
Воеводство было образовано в 1507 году вместо Новогрудского наместничества. В 1507—1565 годах воеводство не имело деления на поветы и состояло из территорий Новогрудского, Слуцкого, Несвижского, Клецкого, Копыльского княжеств. Во время административно-территориальной реформы 1565—1566 годов в воеводстве были образованы три повета — Новогрудский, Волковысский и Слонимский. В Новогрудский повет как отдельная административная единица входило Слуцкое княжество, преобразованное в 1791 году в Случерецкий повет, вошедший в 1793 году в Минскую губернию Российской империи. В 1793 году в Новогрудском воеводстве был образован Столовичский повет, а Волковысский отошёл к Гродненскому воеводству.
Воеводство граничило с Брестским воеводством на юге, Трокским на северо-западе, Виленским на севере и Минским на востоке. Воеводство посылало шесть депутатов на Сейм Речи Посполитой.
В 1793 году в ходе второго раздела Речи Посполитой бо́льшая часть воеводства была присоединена к Российской империи. Окончательно воеводство было присоединено к России в ходе третьего раздела Речи Посполитой в 1795 году, его территория вошла в Слонимскую губернию.

## Символика
Вероятно во времена правления великого князя литовского Сигизмунда Старого (1506—1548 г.) для презентации Смоленской и Киевской знати в Сейме ВКЛ были созданы новые гербы, в результате чего герб с ангелом закрепился за шляхтой Новогрудского воеводства.
Со второй половине XVI века в некоторых гербовниках упоминается новый герб воеводства — ангел в чёрной одежде с распростёртыми крыльями и отставленной вправо рукой. Существует предположение, что благодаря именно такому гербу за территорией закрепилось название Чёрная Русь. Чёрный ангел, как герб воеводства изображён в гербовниках Бартоша Папроцкого (1578, 1584). В этих изданиях рядом с чёрным на обороте листа изображён ангел в белых одеждах, как герб Киевского воеводства. Примерно в это же время за восточной территорией ВКЛ утверждается название Белая Русь, в которую, как правило, включается и Киев, а за западной частью — Чёрная Русь с центром в Новогрудке.
Позже, в 1595 году, король Польши и великий князь литовский Сигизмунд III Ваза утвердил подобный герб и для Новогрудка: «в червоном поле фигура архангела Михаила в чёрных доспехах с крылами за спиной; в правой руке меч, в левой — весы». На цветном рисунке из привилея 1595 года архангел Михаил одет в чёрное, поле герба червлёное (красное).

## Новогрудское княжество
Новогрудское княжество выделилось из Городенского княжества в XII веке, по легенде первым правителем был князь Едивид — сын жемайтского князя Монтивила. Одними из первых достоверных правителей были Рингольд и Миндовг, которые образовывал вокруг Новогрудского княжества Великое княжество литовское, присоединяя к своим владениям княжества. Позже княжество было заменено на Новогрудское воеводство.

## Новогрудские князья
- Миндовг совместно с Изяславом Новогрудским 1236—1263
- Тройнат 1263—1264
- Войшелк 1264—1267
- Шварн Даниилович 1267—1270
- Тройден 1270—1282
- Довмонт 1282—1285
- Будикид 1285—1290
- Пукувер Будивид 1290—1295
- Витень 1295—1316
- Гедимин 1316—1323
- Любарт-Дмитрий Гедиминович 1323—1340
- Михаил 1341—1358
- Фёдор Кориатович 1358–1393

## Воеводы
- 1507—1508: Иван Глинский
- 1509: Альбрехт Гаштольд
- 1509—1530: Ян Заберезинский
- 1530—1542: Станислав Гаштольд
- 1542—1544: Григорий Остик
- 1544—1549: Александр Ходкевич
- 1551: Александр Полубинский
- 1551—1558: Иван Горностай
- 1558—1579: Павел Сапега
- 1579—1589: Николай Радзивилл
- 1590—1618: Фёдор Тышкевич
- 1618—1638: Николай Кшиштоф Сапега
- 1638—1642: Александр Слушка
- 1642: Сигизмунд Кароль Радзивилл
- 1643—1646: Томаш Сапега
- 1646—1650: Юрий Хрептович

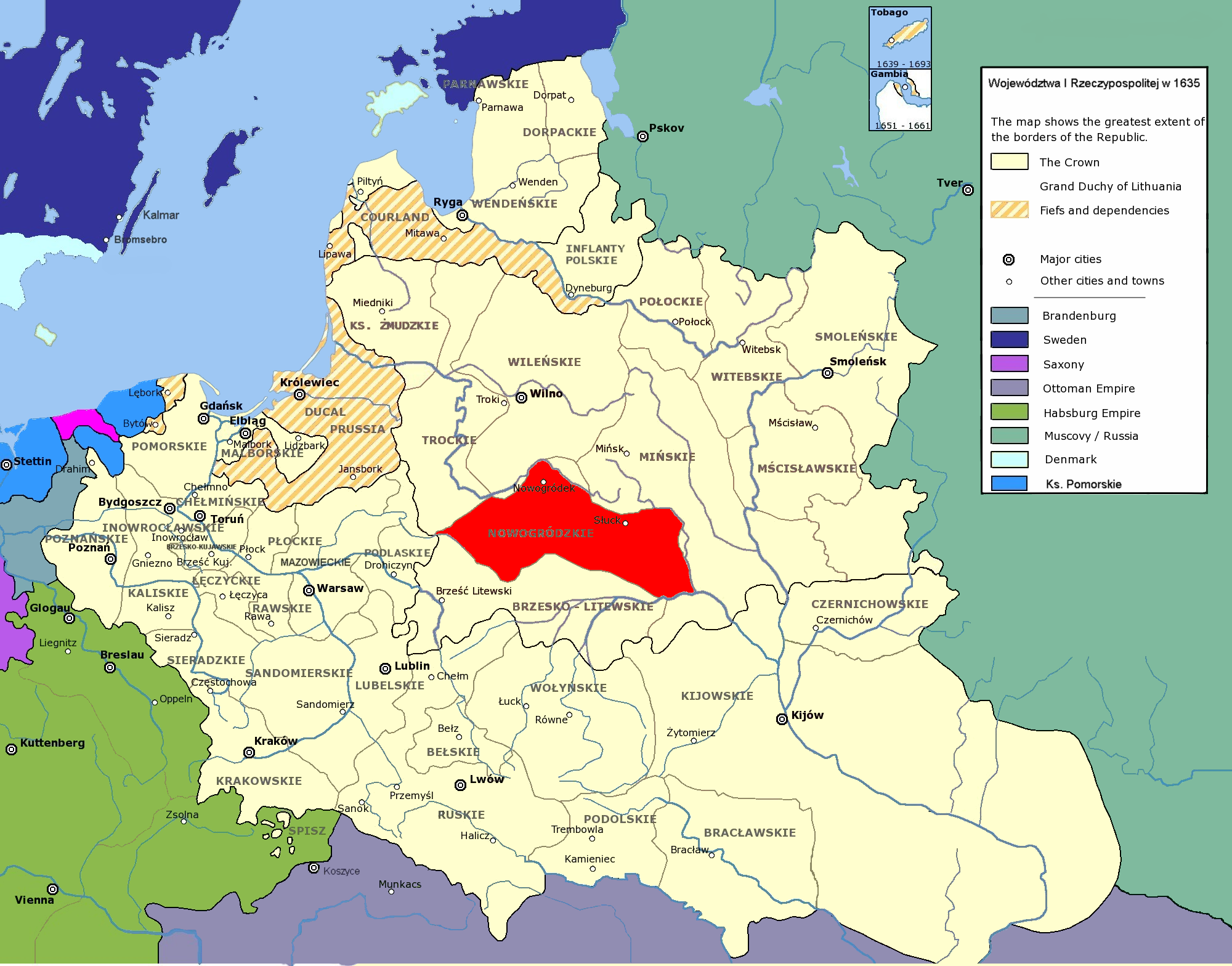
Новогрудское воеводство на карте Речи Посполитой

- 1650—1653: Николай Кшифтоф Халецкий
- 1653—1658: Пётр Казимир Вежевич[пол.]
- 1658—1670: Кшиштоф Володкович (бел.)
- 1670: Ян Керсновский
- 1670—1687: Дмитрий Полубинский
- 1689: Богуслав Александр Унеховский
- 1689—1709: Стефан Тизенгауз (бел.)
- 1709—1729: Ян Николай Радзивилл
- 1729—1746: Николай Фаустин Радзивилл
- 1746—1754: Ежи Радзивилл
- 1755—1773: Юзеф Александр Яблоновский
- 1773—1795: Юзеф Неселовский